# Collaboration (pays occupé)

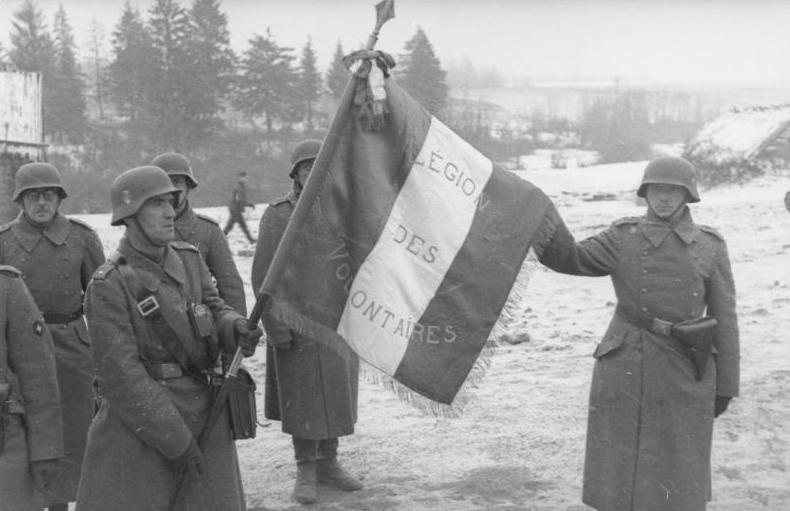
Au cours de la Seconde Guerre mondiale, 13400 volontaires se sont présentés pour combattre au sein de la Légion des volontaires français contre le bolchévisme sur le Front de l'Est.

La collaboration est la politique de coopération active avec un occupant ennemi.
La collaboration peut être involontaire (reconnaissance réticente de la nécessité) ou volontaire (en tant que tentative d'exploiter cette nécessité), et servile ou idéologique.
La collaboration idéologique se distingue de la servile par l'apologie de la coopération avec les forces étrangères et par la perception de l'ennemi comme apportant des changements domestiques désirables. On y fait alors référence en tant que « collaborationnisme ». L'attitude opposée est la résistance face à l'occupant. Cette dernière peut également être active ou passive.

## Étymologie
Le terme « collaboration » remonte à 1871 en référence aux contrebandiers qui durant les Guerres napoléoniennes faisaient du commerce avec l'Angleterre et participaient à l'évasion de monarchistes. Cette référence remonte elle-même au latin collaboratus (com-labore : « travaille avec »).
La signification du terme en tant que « traîtrise par la coopération avec l'ennemi » date des années 1940 en référence au gouvernement de Vichy et à ceux qui coopérèrent avec l'Allemagne nazie.

## Collaboration et collaborationnisme
Le terme collaborationnisme est utilisé par les historiens pour qualifier ceux qui soutiennent idéologiquement l'occupant.
Il est utilisé plus particulièrement pour ceux qui ont éprouvé, durant la Seconde Guerre mondiale, de la sympathie pour l'Allemagne nazie ou ont été partisans d'une alliance avec l'Allemagne et d'une entrée en guerre à ses côtés,. Le terme était déjà employé dans la presse résistante durant cette période.
Le collaborationnisme (volontaire et idéologique) est plus poussé car il vise à la victoire de l'Allemagne considérée comme souhaitable idéologiquement par rapport à certaines formes de collaboration.
La collaboration consisterait à s'accommoder de la domination allemande considérée comme un état de fait (involontaire et servile).

## Exemples

### France
Les différents gouvernements de Vichy entre 1940 et 1944 ont collaboré avec l'Allemagne nazie. Le Rassemblement national populaire de Marcel Déat et le Parti populaire français de Jacques Doriot sont des partis collaborationnistes. On parle également de « presse collaborationniste », qui a défendu des idées collaborationnistes.

### Laos
Touby Lyfoung (1917-1979), un Hmong royaliste du Protectorat du Laos, collabore avec le gouvernement d'Indochine française, et notamment, le Régime de Vichy, et dirige la production d'opium dans la province de Xieng Khouang. Il s'oppose aux indépendantistes, du Pathet Lao, généralement communistes, dont le leader Hmong rouge, Faydang Lobliayao. Vang Pao, collabore ensuite avec la Central Intelligence Agency (CIA) des États-Unis en continuant la production et le trafic d'opium, notamment afin d'acheter des armes et de lutter à la fois contre les communistes indépentistes du Pathet Lao et Nord-Vietnamien, en lutte contre l'envahisseur américain.

### Chine

#### Mandchoukouo
En 1931, après l'invasion japonaise de la Mandchourie, ces derniers créent l'État fantoche du Mandchoukouo et placent à sa tête le dernier représentant de la dynastie impériale Qing, mandchoue, l'Empereur Puyi. Ce dernier fournit une collaboration volontaire servile à l'ennemi japonais.

### Japon
Entre 1945 et 1951, le Japon a été occupé par les forces américaines. La réaction de la population japonaise face à l'occupation est présentée comme « Shikata ga nai » (« On ne peut rien y faire ») témoignant d'une collaboration involontaire et servile mais à laquelle la population est idéologiquement opposée. Le Japon reste toutefois un allié politique des États-Unis en Asie depuis la Seconde Guerre mondiale, bien que le premier ministre Shinzo Abe ait été élu en grande partie sur la base de la fermeture des bases américaines d'Okinawa, ce qui n'a jamais été mis en œuvre,.